# Dendrobium brevilabium
Dendrobium brevilabium är en orkidéart som beskrevs av Rudolf Schlechter. Dendrobium brevilabium ingår i släktet Dendrobium, och familjen orkidéer. Inga underarter finns listade i Catalogue of Life.